# Dasyprocta cristata
Dasyprocta cristata är en däggdjursart som först beskrevs av Anselme Gaëtan Desmarest 1816.  Dasyprocta cristata ingår i släktet agutier och familjen guldharar. IUCN kategoriserar arten globalt som otillräckligt studerad. Inga underarter finns listade i Catalogue of Life.
Arten förekommer i regionen Guyana i nordöstra Sydamerika. Den introducerades dessutom på några mindre öar i samma region. Habitatet utgörs av regnskogar i låglandet och av andra skogar.